# Orgue de la Parròquia de Sant Marçal de Marratxí

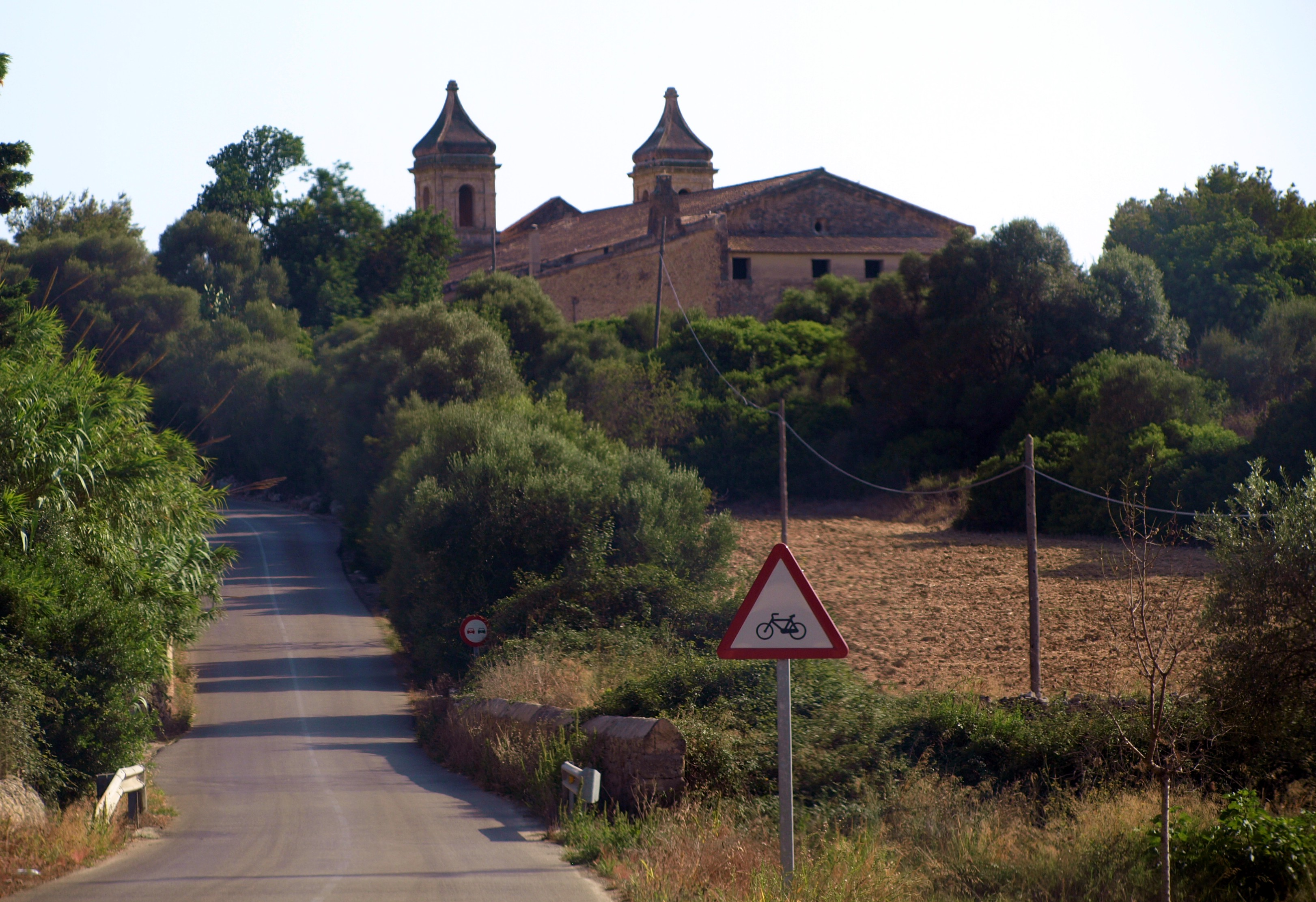
Església parroquial de Sant Marçal de Marratxí.

L'orgue de la Parròquia de Sant Marçal se situa a l'Església parroquial de Sant Marçal, a la localitat de Marratxí, a l'illa de Mallorca. Juntament amb l'orgue de la Parròquia del Pont d'Inca és un dels dos orgues de Marratxí.

## Història

### L'Orgue durant el seglexviiiixix
La construcció de l'actual Parròquia de Sant Marçal de Marratxí data de l'any 1732, any en què el senyor Vicenç Mates, clergue de Santa Maria, fou nomenat organista, regentant aquest càrrec durant 30 anys amb un sou de 12 lliures cada any. És el dia 3 del mes de Febrer de l'any 1762, quan ocupà aquest càrrec l'organista Antoni Ferrà de Valldemossa, esdevenint el successor de Vicenç Mates.
L'any 1807 es va comprar l'orgue utilitzat en l'actualitat, al Convent dels Socors de Ciutat. Aquest orgue es situava a la Capella de la Mare de Déu dels desamparats, provenint del Convent dels agustins de Itria, on havia estat construït entre els anys 1753 i 1755 per el senyor Damià Caymari II. Aquest Convent es situava extramurs de la Ciutat, i fou enderrocat l'any 1771 per exigències estratègiques, ja que s'esperava un desembarc de l'esquadra anglesa.

Per aquesta compra es va demanar un permís especial al Bisbat, que diu de la següent manera:
"El Dr. Joaquín Verd... a Vuestra S. Respetuosamente expone: que para mayor honra y gloria de Dios han determinado poner en la mencionada Iglesia un organo, correspondiente a la misma..."
Dia 16 del mes d'agost del mateix any (1771) el senyor Martí Solivelles fou acollit com organista.

### L'Orgue durant elseglexixi XX
En aquest orgue, va debutar com organista a les primeres dècades del segle xix el conegut compositor murer Miquel Tortell. Dia 24 del mes de maig de l'any 1918, es demana permís al bisbat per arreglar l'orgue. Segons Antoni Mulet, segurament va ser en aquesta data que es va substituir el joc de Regalies original per una Trompeta Real de caràcter romàntic.

### Història de l'Església de Sant Marçal de Marratxí
Als seus inicis, la parròquia es coneixia com a Santa Maria de Marratxí, situada a la Plaça Pere de Verí, Sa Cabaneta, Marratxí, Mallorca, Illes Balears. Va ser fundada al segle xiii, restaurada el 1699 però posteriorment va patir grans mals durant el terratrèmol de 1851, i va ser reconstruïda a l'estil renaixentista.
Conté un altar d'estil barroc que mereix consideració. Està dedicada a Sant Marçal, que és el sant patró de Marratxí. Sant Marçal és el 30 de juny. La Fira del Fang es celebra cada any a prop de l'església de Sant Marçal de Sa Cabaneta, Marratxí, en carpes muntades per a l'ocasió, entre els dies 5 i 13 de març. Els pelegrins que arribaven a l'església en aquelles dates demanaven al sant que alleugés dolors reumàtics, portaven una branqueta d'alfàbrega i omplien les cantimplores amb l'aigua que hi havia per protegir-se contra mals de coll per a l'any següent.
L'església és plena d'enormes testos d'hortènsies. Són sembrades i cuidades per les generacions de les mateixes famílies. Les hortènsies de Marratxí són molt famoses a tota l'illa i els esqueixos són molt preuats. La tradició tradicional dicta que aquestes plantes només s'han de podar el 25 d'octubre, dia de Sant Crispí.
Explica la llegenda de Sant Marçal que era un dels setanta-dos Deixebles de Crist, i va fer miracles com tornar a la vida un mort només tocant-lo amb una vara que li va lliurar Sant Pere. També, es diu que va ser present a l'Aixecament de Llàtzer, a l'Últim Sopar i a molts dels grans esdeveniments del Nou Testament. L'únic que se'n sap és que va ser un Bisbe de Llemotges al segle tercer, un dels set bisbes manats de Roma. Pel que sembla va ser acompanyat per dues cures, Alpinianus i Austriclinienus. Va convertir al Cristianisme els habitants de Llemotges, i una abadia i una biblioteca es van construir al voltant de la seva tomba.
La parròquia de Marratxí apareix ja citada el 1248 a la butlla que el papa Innocenci IV va expedir a favor de totes les esglésies de Mallorca, sota el nom de Sanctae Mariae de Barraxi. Un document del 1477 revela que en aquella època havia canviat de titular i estava sota l'advocació de Sant Marçal. A mitjan el segle xv l'església va ser traslladada a un terreny cedit per la família Verí, on s'emplaça l'església actual, la qual es va iniciar el 1698 sota les ordres de Lluc Mesquida per recomanació episcopal i va finalitzar, ja al segle xix, amb la construcció dels campanars. La façana principal és posterior, va ser reconstruïda a mitjan el segle xix ja que va resultar danyada al terratrèmol de 1851 i presenta un cos central flanquejat per les dues torres campanar. La planta segueix la tradició del gòtic i consta d´una única nau amb capelles laterals i absis semicircular al´interior. La coberta és de volta de canó i hi apareix la inscripció de 1714, data en què es van concloure les obres.
A la nau dreta trobem la capella de Sant Josep. Aquesta alberga un retaule barroc, al àtic del qual apareix un escut amb la flor de lis i una pintura de Sant Miquel; la talla titular, de Sant Josep, es troba acompanyada per Sant Sebastià i santa Bàrbara; a la part inferior trobem una inscripció amb la data de construcció: 1754.
La zona inferior del presbiteri està ornamentada amb ceràmiques napolitanes, col·locades al segle xvi, que representen miracles de Sant Marçal. El retaule major es va daurar amb dos mil pans d'or i va intervenir l'escultor Joan Deyà a la traça. La talla del titular de l'església, que va ser el primer bisbe de Llemotges (al segle III), apareix vestida amb el bàcul i la mitra bispal.
A l'esquerra de l'altar major se situa la capella de la Mare de Déu del Roser, la talla del qual pertany a la tipologia de verge-rosari, amb un espai intern per a la custòdia de l'Eucaristia. Tot seguit passem per la capella de Sant Antoni Abad, amb un retaule del 1843. La següent capella, més profunda, presenta l'escut d'armes dels Verí, promotora de la capella.

## Situació i estat actual
Està situat al mig de la barana del cor. L'estat actual és penós degut a l'oblit en que es troba, després de molts d'anys de no funcionar. Part dels seus tubs es troben mossegats de rata, malgrat haver estat tancat amb una reixeta metàl·lica. El seu moble comprèn les mesures següents: alt 307,5, llarg 200 i ample 130 a la part central i 74 als costats.
L'afinació de l'orgue és d'un to baix.
En l'actualitat, la plaça de Sant Marçal i la mateixa Església són lloc de programació per misses, confessions i actes culturals com a noces o concerts de bandes i orquestres. El col·laborador habitual dels concerts anuals programats per les festes de Sant Marçal és la Banda Municipal de Marratxí Asociación Unión Musical de Marratxí.

## Descripció de la consola
L'instrument disposa de 2 teclats de 45 notes (C - c''') d'octava curta, amb petició castellana (c' - cs') a l'Orgue Major. Els teclats estan elaborats artísticament amb incrustacions, sobre tot el de l'Orgue Major. Disposa de 7 botons (C-B) al Pedal amb el corresponent joc de Contres tapades de 8' o acoblament a l'Orgue Major. La disposició general és:
ORGUE MAJOR (Actual - Ordre de d'alt a baix)
- Flautat d'estany
- Octava
- Flautat de fusta
- Quinzena
- Vintidosena
- Simbalet
- Corneta
- Trompeta Real

ORGUE MAJOR (Antiga - Ordre d'abaix a d'alt)
- Flautat
- 8a.
- Tapadet
- 15a.
- 22a.
- Simbalet
- Corneta
- Regalies

CADIRETA INTERIOR
- Octava
- Nasard
- Octaví

PEDAL
- Flautat
- Contres

## Secrets
ORGUE MAJOR
Segueix l'ordre cromàtic. Primerament comença amb el Flautat 8'. Els primers 8 tubs són de fusta interiors. Des de c fins a cs' van a la cara. Segueix l'Octava 4'. Els 10 primers tubs van a la façana. A la mà dreta hi havia 2 rengles, actualment un està buit. Continua amb el Tapadet 4'. Des de C a f' són de fusta, la resta de metall amb xemeneia.
Segueix la Quinzena 2' a 2 rengles la mà esquerra i 3 la mà dreta. Llavors ve la Vintidosena també a 2 rengles la mà esquerra i a 3 la mà dreta. Continua amb el Simbalet a 3 rengles buits a la mà esquerra i 4 a la mà dreta. A la mà dreta hi manca un rengle.
Segueixen els Nasards de mà esquerra amb 3 rengles, un d'ells buit. Al segon rengle el C i D són de fusta, la resta de metall amb taps de fusta. A la mà dreta, la Corneta de 4 rengles, un d'ells també buit. Els seus tubs són de talla ample. Bastants dels seus tubs tenen el peu mossegat de rata. L'últim joc és la Trompeta Real 8', joc romàntic que ocupa el lloc de l'antiga Regalia. Baix el secret hi figura una inscripció amb el nom de Jaume Bover.
CADIRETA INTERIOR
Segueix l'ordre cromàtic. El primer joc és l'Octava de cara 4'. Va col·locat a la testa amb possibilitat de partició. Els 8 baixos C-H són de fusta. Els 26 següents (c - cs'') van en façana, la resta sobre el secret.
Segueix una tapa buida amb possibilitat de partició, a 3 rengles la mà dreta. Continua una altra tapa buida de 2 rengles. Llavors ve la Vintidosena 1'. Segueix la Dinovena 1 1/3'. Els seus tubs són de Nasards, mescla de tubs cònics i de talla ample.
Finalment, ve una tapa buida amb possibilitat de partició.
PEDAL Disposa d'un secretet de 7 Contres 8' de fusta tapades amb tirador. L'altre joc de Contres, segurament una Bombarda de 8' degué desaparèixer quan hi fou afegit el segon teclat.

## Dades tècniques - Mesures dels tubs
|                             | C         | F         | c        | f        | c,       | f,       | c            | f          | c       |
| --------------------------- | --------- | --------- | -------- | -------- | -------- | -------- | ------------ | ---------- | ------- |
| Flautat 8,                  | 160 x 160 | 130 x 130 | 88,4     | 65,8     | 47,7     | 36,6     | 26,4         | 22,6       | 16      |
| Octava 4                    | 89,4      | 72,5      |          | 36,7     | 25,5     | 21,7     | 16           | 12,8       | 11      |
| Tapadet 4                   | 80 x85    | 70 x70    | 46,4 x45 | 38,5 x37 | 28 x29   | 27,3 x28 | 28,7         | 16,4       |         |
| Quinzena II/III2 2/3,2,1    | 4730      | 36,519    | 24,5     | 23,522   | 15       | 161312,4 | 12,410,410,4 | 10,59,49,4 | 108,8   |
| Vintidosena II/III1 1/3,1,1 | 25,622,5  | 24,419    | 2216     | 13,413   | 12,51210 | 11119,4  | 9,39,69      | 9,68,98,3  | 8,788,8 |
| Simbalet                    |           |           |          |          | 1312,810 | 111010   | 998,5        | 11,5109,3  | 8,59,49 |
| Corneta2 2/3,2,1 3/5,2/3    | 38 x3640  | 3040      | 2930,5   | 2225     |          | 252219   | 201614,6     | 151614,4   |         |

|               | C        | F      | c      | f      | c,   | f,     | c      | f  | c   |
| ------------- | -------- | ------ | ------ | ------ | ---- | ------ | ------ | -- | --- |
| Octava 4      | 90 x86   | 75 x70 | 45,5   | 41     | 25   | 22,4   |        |    |     |
| Vintidosena 1 | 22       | 21     | 14,4   | 13,5   | 11,6 | 10     | 9      | 8  | 8,5 |
| Nasard 1 1/3  | o 19O 45 | 2349,5 | 1240,7 | 1329,5 | 24,5 | 1319,5 | 10,517 | 15 | 14  |

## Orgueners i Organistes dels orgues de la Parròquia de Sant Marçal
ORGUENERS: Damià Caymari II (constructor entre els anys 1753 i 1755), Martí Solivelles (1771), Miquel Tortell (primeres dècades del segle XIX).
ORGANISTES: Vicenç Mates (1732 fins al 1762), Antoni Ferrà (1762, successor de Vicenç Mates).